# Evelyne Axell
Evelyne Axell (Namen, 16 augustus 1935 – Zwijnaarde, 10 september 1972), pseudoniem van Evelyne Devaux-Antoine, geboren als Evelyne Devaux, was een Belgisch schilder uit de Popart, tevens actrice en tv-presentator. Ze is het meest bekend om haar psychedelisch-erotische schilderijen van vrouwelijke naakten en om haar zelfportretten op plexiglas.

## Leven
Axell (geboren als Evelyne Devaux) groeide op in een traditioneel, katholiek middenklassengezin in Namen. Na de middelbare school studeerde ze keramiek aan de Académie des Beaux-Arts van Namen en drama aan het Koninklijk Conservatorium Brussel. Kort daarna begon ze een carrière als actrice.
In 1956 trouwde ze met de Belgische filmregisseur Jean Antoine, die zich specialiseerde in kunstdocumentaires voor de Belgische televisie. Voor haar acteercarrière nam ze de artiestennaam Evelyne Axell aan. Antoine castte haar als interviewer in de documentaire Jeunes Artistes de Namur (1957), waarin ze jonge Belgische avant-gardekunstenaars introduceerde.
Na de geboorte van hun zoon werkte Axell als tv-presentator, een baan die ze maar banaal vond. In 1959 verhuisde ze naar Parijs, waar ze aan haar acteercarrière werkte. Ze speelde er in een aantal televisieseries en theaterstukken. Na een tijd verhuisde ze terug naar België, waar ze een rol speelde in een aantal films geregisseerd door haar echtgenoot of door André Cavens. In 1963 schreef en speelde ze in de provocatieve film Le Crocodile en peluche, geregisseerd door Jean Antoine. Dit zou het laatste filmproject zijn waaraan Axell en Antoine samen werkten.

## Artistieke carrière
In 1964 zette Axell een punt achter haar carrière als actrice. Vanaf dat ogenblik ging ze schilderen. De surrealistische schilder René Magritte, een familievriend van Antoine, werd haar artistiek mentor. Axell bezocht Magritte twee keer per maand gedurende een jaar, waarbij hij haar hielp bij het verbeteren van haar schildertechniek in olieverf. In die periode werkte Antoine aan een reeks documentaires over popart en nieuw realisme. Axell vergezelde Antoine naar Londen, waar ze een aantal bekende kunstenaars ontmoette: Allen Jones, Peter Phillips, Pauline Boty, Peter Blake, Patrick Caulfield en Joe Tilson. Door deze atelierbezoeken raakte Axell geïnspireerd om haar eigen stijl van popart te creëren; hiermee werd ze een van de eerste Belgische kunstenaars in deze stijl. In die periode ging ze de androgyne artiestennaam "Axell" hanteren, in de hoop dat ze als kunstenaar serieus genomen zou worden.
In 1966 won Axell een eervolle vermelding in de Prijs Jonge Belgische Schilderkunst met haar Erotomobiles-schilderijen. Begin 1967 hield ze haar eerste solotentoonstelling in het Paleis voor Schone Kunsten in Brussel. Kort daarna stopte ze met olieverf en begon ze met autolak op kunststof te schilderen: op plexiglas en formica. Deze techniek werd haar handelsmerk; ze toonde die voor het eerst in de herfst van 1967 in de Galerie Contour in Brussel.
In 1969 werd Axell laureaat van de Prijs "Jonge Belgische Schilderkunst" - een bijzondere prestatie voor een vrouw in die periode. Ze organiseerde een aantal happenings en maakte schilderijen waarin de vrouwelijke seksualiteit steeds belangrijker werd. Haar Le Peintre (Autoportrait) uit 1970 wordt beschouwd als het eerste schilderij waarin een vrouw zichzelf naakt als kunstenaar afbeeldt.
In 1972 bezocht Axell familie in Guatemala, waar ze verliefd werd op het landschap en zwoer om er terug te keren. Maar kort daarna kwam ze onverwacht om het leven in een tragisch auto-ongeluk in Zwijnaarde. Axell overleed in de vroege ochtend van 10 september 1972.

## Collecties
Werk van Evelyne Axell bevindt zich onder meer in de permanente collecties van Centre Pompidou (Parijs), Koninklijke Musea voor Schone Kunsten van België (Brussel) en het Mu.ZEE in Oostende. Evenals in de privécollecties open voor het publiek van de Heer François Pinault.
Evelyne Axell wordt gerepresenteerd door verschillende galerijen, waaronder de Broadway 1602 galerij in New York.

## Filmografie als acteur (selectie)
Evelyne Axell was actrice in de volgende langspeelfilms: 
- Il y a un train toutes les heures - regie André Cavens
- Le Crocodile en peluche - regie Jean Antoine